# 1986 год в науке

## События

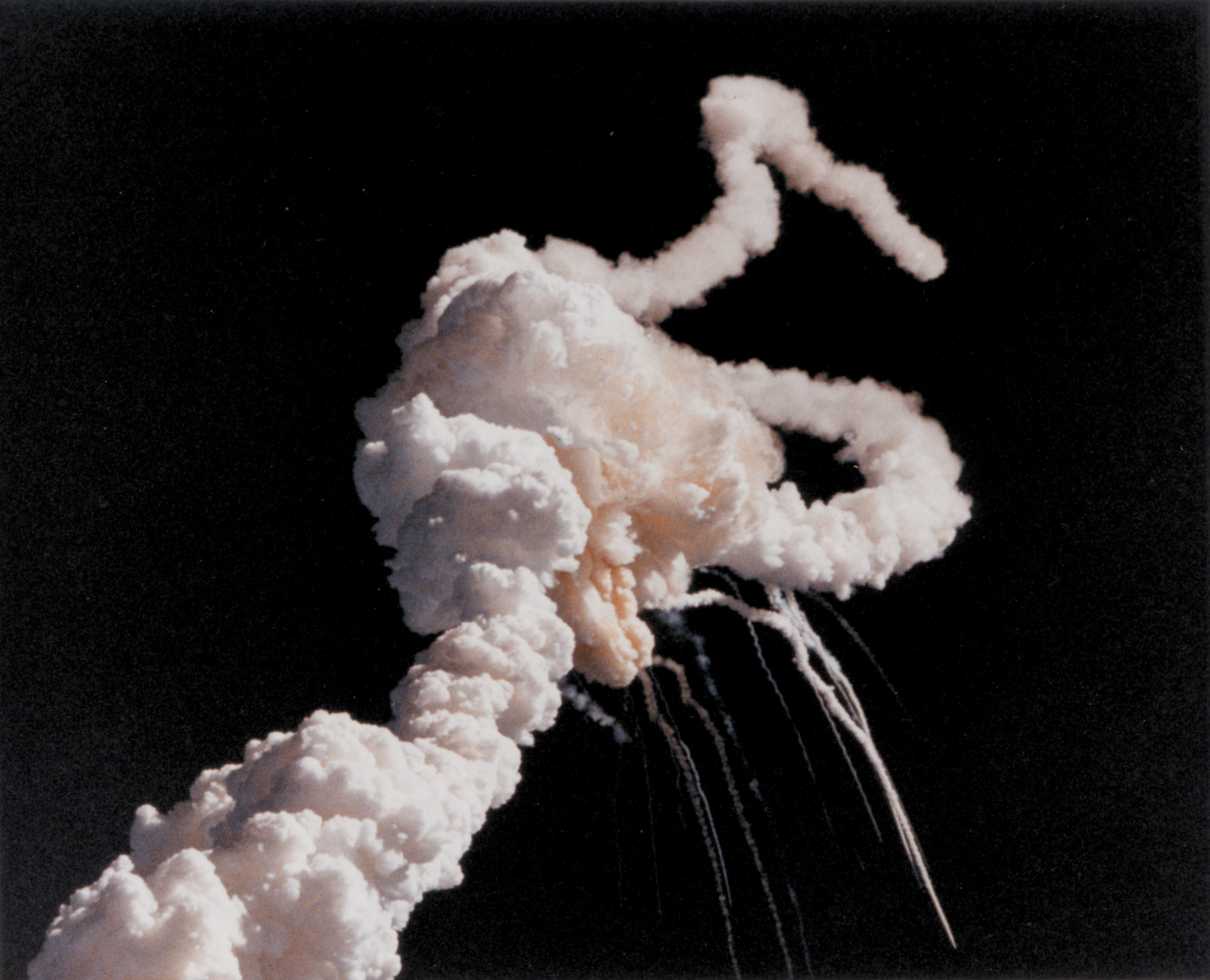
Гибель шаттла «Челленджер»

- 28 января — трагическая гибель семи американских астронавтов при старте космического корабля «Челленджер».
- 9 апреля — Частное солнечное затмение (максимальная фаза 0,8236)[1].
- 24 апреля — Полное лунное затмение в Южном полушарии (фаза 1,19)[2].
- 3 октября — Гибридное солнечное затмение (максимальная фаза 1,0)[3].
- 17 октября — Полное лунное затмение в экваториальной зоне Земли (фаза 1,24)[2].

## Достижения человечества

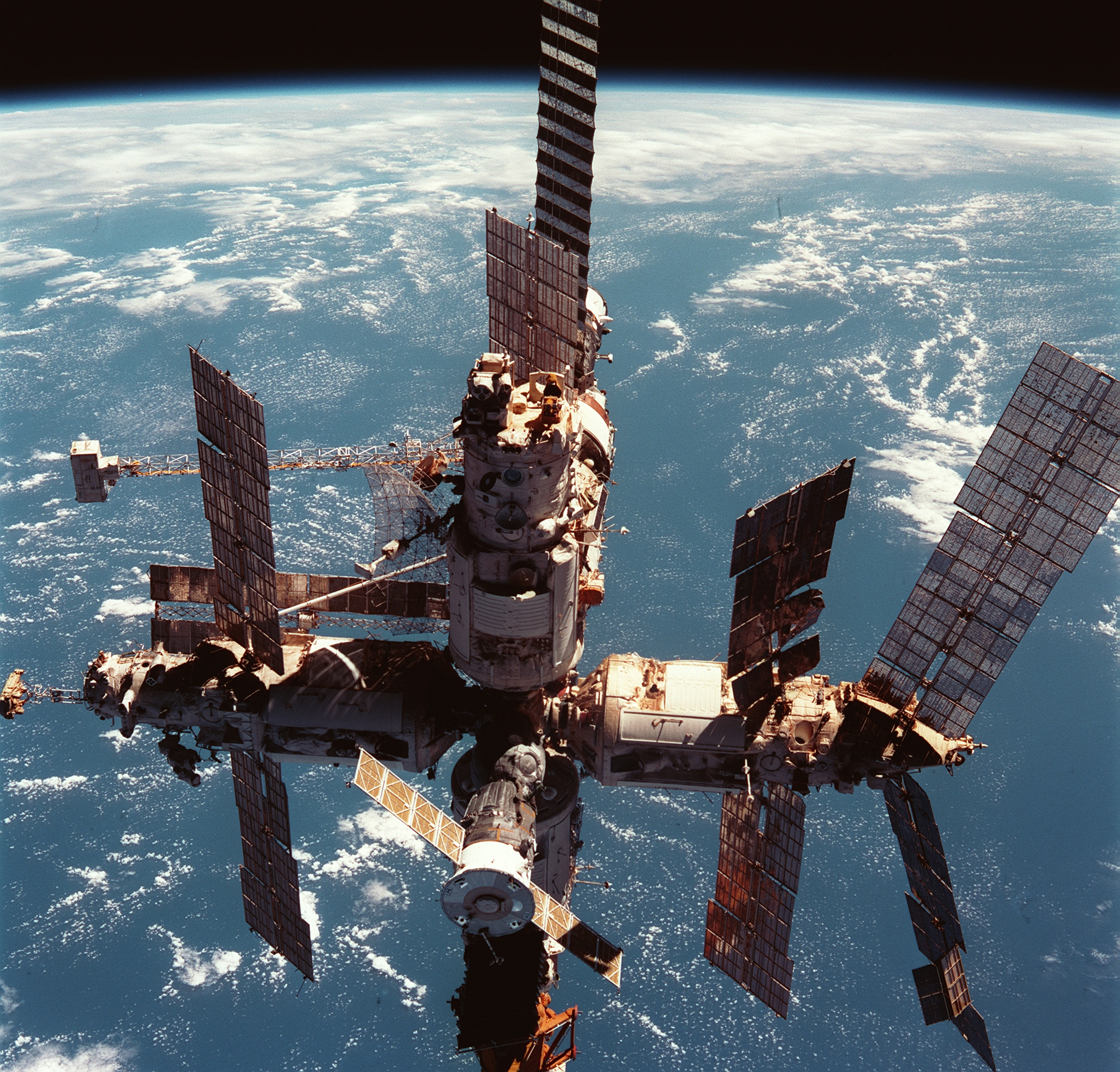
Орбитальная станция «Мир»

- 24 января — космический аппарат Вояджер-2 достиг окрестностей Урана.
- 19 февраля — запуск орбитальной станции «Мир».
- Межпланетные станции «Вега» (СССР), «Джотто» (ЕКА), «Суйсэй» и «Сакигакэ» (Япония) исследовали комету Галлея.

### Открытия
- Открытие высокотемпературной сверхпроводимости (К. Мюллер, Г. Беднорц).

### Изобретения
- 3 апреля — компания IBM выпустила первый в мире лэптоп IBM PC Convertible.
- Создан IMAP — протокол доступа к электронной почте Интернета.
- Гердом Биннигом и Кристофом Гербером был изобретён атомно-силовой микроскоп.
- Разработан стандарт SCSI.
- Оптический пинцет: Стивен Блок, Говард Берг.
- Стереолитографический 3D-принтер: Чарльз Халл[4].

### Новые виды животных
- Животные, описанные в 1986 году

## Награды
- Нобелевская премия:
  - Физика — Эрнст Руска, «За работу над электронным микроскопом». Герд Бинниг и Генрих Рорер, «За изобретение сканирующего туннельного микроскопа».
  - Химия — Дадли Роберт Хершбах, Ли Юаньчжэ и Джон Чарлз Полани, «За вклад в развитие исследований динамики элементарных химических процессов».
  - Физиология и медицина — Стэнли Коэн, Рита Леви-Монтальчини, «В знак признания открытий, имеющих важнейшее значение для раскрытия механизмов регуляции роста клеток и органов».

- Премия Бальцана:
  - История науки — Отто Нойгебауэр, (Австрия — США).
  - Океанография и климатология — Роджер Ревелл, (США).
  - Права человека: Жан Риверо (Франция).
  - Человечество, мир и братство между народами: Верховный комиссар ООН по делам беженцев.

- Премия Тьюринга
  - Джон Хопкрофт и Роберт Тарьян — «За фундаментальные достижения в области разработки и анализа алгоритмов и структур данных».

- Филдсовская премия
  - Саймон Дональдсон (Великобритания).
  - Герд Фалтингс (ФРГ).
  - Майкл Фридман (США).

- Большая золотая медаль имени М. В. Ломоносова
  - Йозеф Ржиман[чеш.] (академик, Председатель Чехословацкой академии наук) — за выдающиеся достижения в области биохимии.
  - Святослав Николаевич Фёдоров — за выдающиеся достижения в области офтальмологии и микрохирургии глаза.

Другие награды АН СССР
- Литературоведение:
  - Премия имени А. С. Пушкина — Елена Андреевна Земская — доктор филологических наук, главный научный сотрудник отдела современного русского языка Института русского языка АН СССР — за серию работ: «Русская разговорная речь. Проспект», «Русская разговорная речь: лингвистический анализ и проблемы обучения», «Русская разговорная речь», «Русская разговорная речь. Общие вопросы. Словообразование. Синтаксис», «Русская разговорная речь. Фонетика. Морфология. Лексика. Жест», «Русская разговорная речь. Тексты»[5].

- Международная премия по биологии
  - Питер Ревин — таксономия и систематика.

## Скончались
- 7 апреля — Леонид Канторович, советский математик и экономист, лауреат Нобелевской премии по экономике 1975 года «за вклад в теорию оптимального распределения ресурсов». Пионер и один из создателей линейного программирования.
- 31 мая — Лео Джеймс Рейнуотер, американский физик, лауреат Нобелевской премии по физике за 1975 год «За открытие взаимосвязи между коллективным движением и движением отдельной частицы в атомном ядре и развитие теории строения атомного ядра, базирующейся на этой взаимосвязи» (совместно с О. Бором и Р. Моттельсоном).
- 4 июля — Оскар Зарисский, американский математик.
- 24 июля — Фриц Альберт Липман, немецко-американский биохимик. Лауреат Нобелевской премии по медицине в 1953 году совместно с Хансом Кребсом за открытие кофермента А.
- 25 сентября — Николай Семёнов, советский химик, один из основоположников химической физики, академик АН СССР, единственный советский лауреат Нобелевской премии по химии (получил в 1956 году совместно с Сирилом Хиншелвудом).
- 22 октября — Альберт Сент-Дьёрди, американский биохимик венгерского происхождения, удостоенный в 1937 году Нобелевской премии по физиологии и медицине за цикл работ по биологическому окислению.
- 23 октября — Эдуард Адальберт Дойзи, американский биохимик, лауреат Нобелевской премии по физиологии и медицине в 1943 году за открытие химической структуры витамина K (разделил премию с Хенриком Дамом, открывшим сам витамин).
- 31 октября — Роберт Малликен, американский химик, профессор, лауреат нобелевской премии по химии (1966).